# Georges Moulaert
Georges Moulaert (né à Bruges le 19 mai 1875 et mort à Uccle le 17 septembre 1958) est un général dans l'armée belge, administrateur au Congo belge et écrivain. Il a été à la tête de la marine du Congo belge lors de la Première Guerre mondiale et a contribué à la mise en valeur des ressources du Congo belge. 

## Biographie
Georges Bruno Joseph Marie Moulaert, né à Bruges le 19 mai 1875, est le fils d'Alphonse Moulaert, médecin ginécologue, et d'Adèle Vanderghote. Il épouse 10 juillet 1913 Louise Beckers à Etterbeek. 
Il entre à l'École royale militaire à l'âge de 17 ans et sort de l'école d'application avec le grade de sous-lieutenant du génie en 1897. En octobre 1901, il est promu lieutenant aux pontonniers et torpilleurs. Il offre ses services à l'État indépendant du Congo qui l'agrée. Il rejoint le Congo en janvier 1902 comme lieutenant de la Force publique chargée du maintien de l'ordre au Congo. Il est détaché au fort de Shinkakasa près de Boma et achève les travaux de cet ouvrage fortifié destiné à la défense du Bas-Congo. Il participe également à d'autres activités, notamment des expériences de télégraphie sans fil et est envoyé en 1903 pour délimiter la frontière au nord de Manyanga.
En 1908, il est promu commissaire de district, en 1909, commandant du génie et, en 1910, commissaire général à Léopoldville. De 1907 à 1915, Georges Moulaert, outre ses fonctions territoriales, assume la direction de la marine du Haut-Congo. Dès le début de sa carrière coloniale, il est convaincu que la politique des voies de communications est le pivot de la politique coloniale. En conséquence, il assure la sécurité de la navigation et crée un embryon de service de balisage et de service hydrographique. Il développe la flotte, équipe le chantier de Léopoldville, organise les postes à bois. Il préconise la coordination des moyens de transport, idée de laquelle naîtront successivement la Sonatra, l'Unatra et, en 1935, l'Otraco. Il jette également les bases du grand Léopoldville en suggérant dès 1911 le déplacement du port de Léopoldville, trop proche des Rapides, vers la plaine en amont.

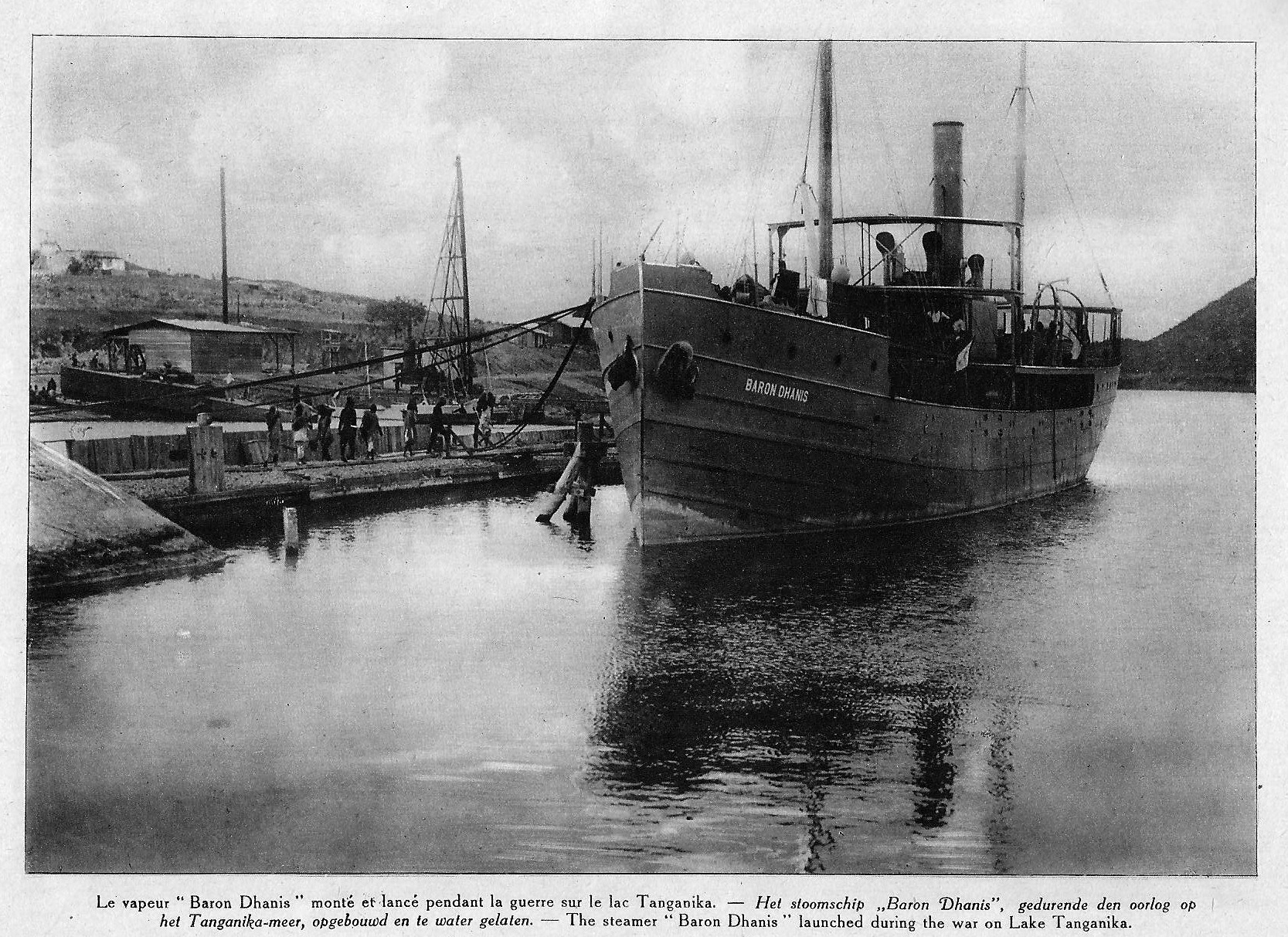
Le vapeur Baron Dhanis sur le lac Tanganyka en janvier 1916.

Au début de la Première Guerre mondiale, en 1914, le commandant Moulaert participe aux opérations militaires contre le Cameroun allemand à la tête de la marine du Haut-Congo. Au début de 1916, le ministre des Colonies Jules Renkin, le désigne pour prendre le commandement du groupe II sur le lac Tanganyka, avec le grade de lieutenant-colonel. Sa priorité est de créer à proximité de l'embouchure de la Lukuga une base navale dotée d'une cale de lancement et capable d'abriter la modeste flottille belge. Ce sera le noyau de la future Albertville. Entre décembre 1915 et juillet 1916, a lieu la bataille du lac Tanganyka qui voit la marine belge commandée par Moulaert et son alliée britannique, conquérir la maîtrise du lac Tanganyka sur la marine allemande. Poursuivant sur son avantage, Moulaert débarque avec un bataillon à Karema sur la rive orientale du lac Tanganyka. Il occupe par la suite Utinda et Edithbourg en Afrique orientale allemande. Moulaert ne s'entend toutefois pas avec le capitaine anglais Geoffrey Spicer-Simson, commandant des forces britanniques sur le lac Tanganyka ni avec son supérieur, le gouverneur général Eugène Henry qui veulent limiter le théâtre des opérations militaires des troupes belges.

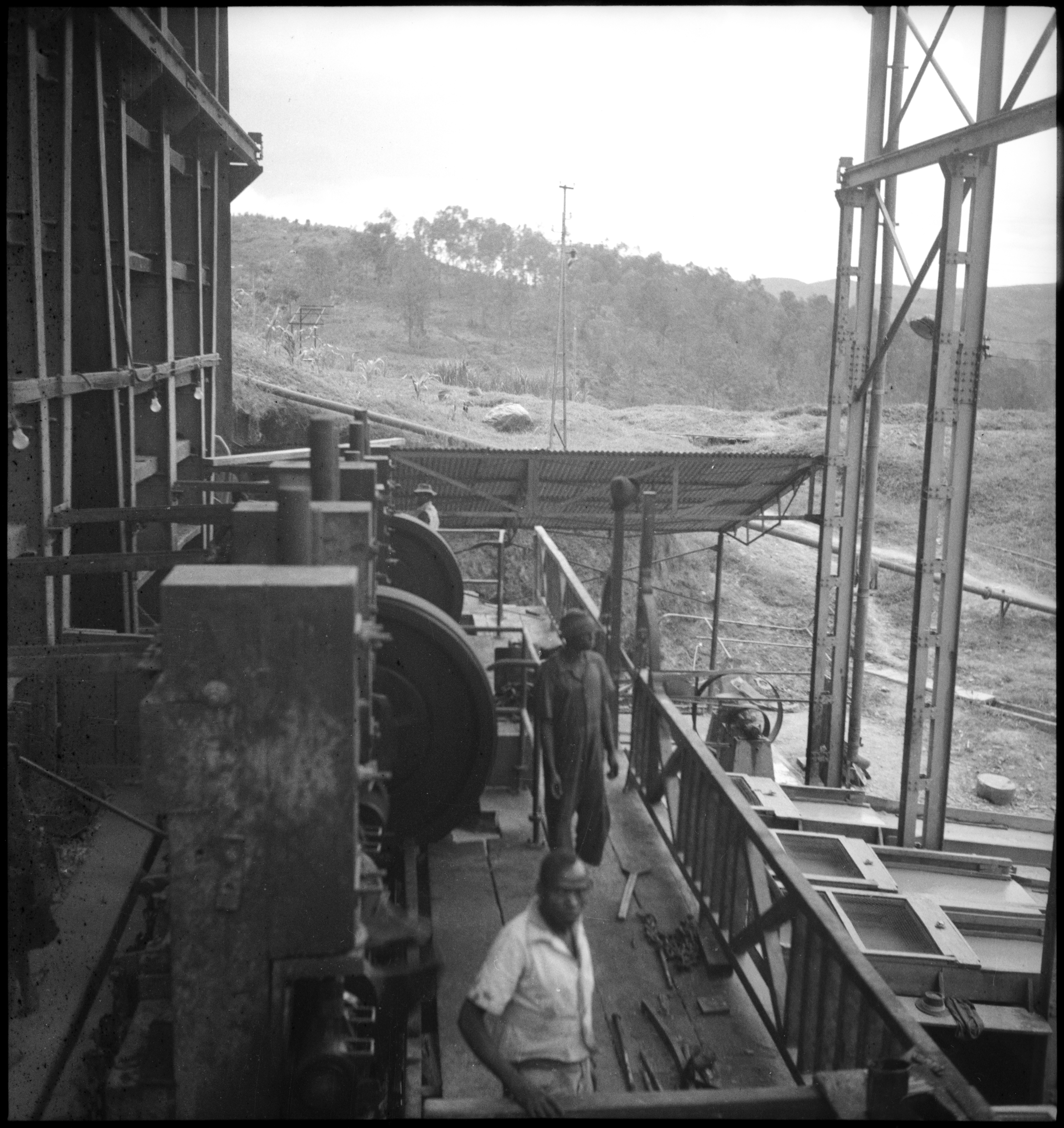
Mines de Kilo-Moto vers 1941.

Il demande alors à réintégrer l'armée belge positionnée sur le front de l'Yser. En juin 1917, il rentre en France et assume le commandement du 1er bataillon du 5e régiment du Génie qui prend une part active à la préparation de l'offensive de la forêt d'Houthulst. Le 20 août 1917, il est informé de sa nomination au poste de vice-gouverneur général de la province de l'Équateur. En novembre 1917 il se rembarque pour le Congo. De 1917 à 1919, il est vice-gouverneur général à Coquilhatville de l'Équateur, province du Congo belge. Georges Moulaert s'attaque à l'organisation administrative, à l'aménagement des centres urbains et à l'exploitation des richesses naturelles. Au début de la période de l'entre-deux-guerres, le Congo belge entre toutefois dans une phase centralisatrice sous la houlette du gouverneur général du Congo, les gouverneurs de province perdant ainsi progressivement leur autonomie. 
Moulaert choisit alors de consacrer toute son activité à diverses entreprises industrielles et minières congolaises. Fin décembre 1919, le ministre des Colonies, Louis Franck, lui confie les destinées de la Régie industrielle des mines d'or de Kilo-Moto où tout est encore à faire. Georges Moulaert, par ses talents d'organisateur et sa capacité de travail, pourvoit alors à toutes les questions susceptibles de générer une exploitation profitable des mines : les routes, le ravitaillement, la prospection et la construction d'installations. En quatre années, soit de 1920 à 1924, la Régie construit 828 km de routes, de nombreux ponts métalliques, pose 345 km de lignes télégraphiques et téléphoniques, met en service la centrale hydro-électrique de Soleniana, électrifie de l'usine de broyage, développe le service médical, améliore l'exploitation des alluvions et des gisements. En 1926, la Régie industrielle des Mines d'Or de Kilo-Moto est transformée en société congolaise à responsabilité limitée. Georges Moulaert est nommé président du comité de direction. Georges Moulaert présidera aux destinées de cette société jusqu'en 1947. De la période de l'entre-deux-guerres à son décès, il participe de la à la fondation de nombreuses sociétés au Congo, en assume la direction ou fait partie de leur conseil d'administration : la S.A. Chantier naval et Industriel du Congo (devenue CHANIC en 1958), la Symaf, la Symétain, le Crédit général du Congo, (devenu en 1948 la Compagnie financière africaine), les sociétés Sogaz, Utexléo, Tissaco, la société minière et géologique du Zambèze, la Socotex, la Compagnie du Congo pour le Commerce et l'Industrie et la Compagnie des Produits et des Frigorifères du Congo. 
Il est membre de l'Institut royal colonial dès sa fondation en 1929 et par la suite en devient le président. Il sera finalement promu général-major de réserve dans l'armée belge.  
À la suite de son décès à Uccle le 17 septembre 1958, ses funérailles sont célébrées le 22 septembre 1958 en l'église Notre-Dame du Rosaire d'Uccle et il est inhumé au cimetière d'Uccle.

## Publications
- La campagne du Tanganyka (1916-1917), L'édition universelle, 1934.
- 38 années d'activité coloniale, Problèmes coloniaux d'hier et d'aujourd'hui, L'édition universelle, Bruxelles, 1939.
- Souvenirs d'Afrique (1902-1919), éditions Charles Dessart, Bruxelles, 1948.
- Le problème de la main-d'œuvre au Congo Belge. Rapport de la Commission de la main-d'œuvre indigène 1930-1931, éditions Lesigne, Bruxelles, 1931.
- Vingt années à Kilo Moto, 1920-1942, éditions Charles Dessart, Bruxelles, 1950.

## Distinctions
Il était titulaire de nombreuses distinctions belges et étrangères parmi lesquelles : 
- Grand officier de l'ordre de Léopold II ;
- Commandeur de l'ordre de Léopold ;
- Commandeur de l'ordre de la Couronne ;
- Croix de guerre 1914-1918 (Belgique) ;
- Médaille commémorative des campagnes d'Afrique ;
- Grand officier de l'ordre de l'Étoile africaine ( Congo belge)  ;
- Grand officier de l'ordre royal du Lion  ( Congo belge) ;
- Étoile de service en or à trois raies  ( Congo belge) ;
- Compagnon du très distingué ordre de Saint-Michel et Saint-Georges (Grande-Bretagne) ;
- Commandeur de la Légion d'honneur (France) ;
- Croix de guerre 1914–1918 (France) ;
- Commandeur de l'ordre du Dannebrog (Danemark).